# 다중회귀분석
다중회귀분석(多重回歸分析,multiple regression analysis)은 통계학에서 설명 변수(독립변수,independent variables)가 둘 이상인 회귀 분석을 가리킨다.

## 예
다중선형회귀식의 예
{\displaystyle y=a+bx_{1}+cx_{2}+dx_{3}\cdots }
{\displaystyle y:} 종속변수(dependent) , {\displaystyle x:} 독립변수(independent)

## 표준오차
표준오차(標準誤差,SE)는 자료의 분산 정도를 나타내는 수치로 분산의 양의 제곱근으로, 표준 오차가 작은 것은 평균값 주위의 분산의 정도가 작은 것을 나타낸다. 특히 회귀표준오차(回歸標準誤差)는 관측값들이 추정 회귀 직선(linear regression, 선형 회귀)의 주위에 흩어져 있는 정도를 나타내는 측도가 된다. 잔차제곱합(SSE,sum of squared estimate of errors 또는 RSS,residual sum of squares)이라고도 한다.

## 평가
일반적인 통계프로그램의 평가(assessment)에서는 단순회귀분석에서와 마찬가지로 B(비표준계수) 또는 β(표준계수)와 sig(P값)뿐만아니라 F값, R2(R square) 등이 함께 다루어진다.

## 같이 보기
- 상관분석
- T 테스트